# Wilmot, Wisconsin
Wilmot är en ort i Kenosha County i delstaten Wisconsin i USA.